# Tenzo Kyōkun
Tenzo Kyōkun (japonais: 典座教訓, Instructions au cuisinier zen) est un texte important de Dôgen, écrit en 1237. Il occupe une place de choix dans le zen sôtô. Bien que destiné initialement aux tenzo (« cuisiniers »), il est très souvent commenté pour un public de laïcs, car il explique comment pratiquer le zen dans la vie quotidienne active, pour le bien des autres. Son auteur insiste sur l'importance de cultiver un esprit vaste et magnanime, un esprit joyeux, et l'esprit d'une grand-mère envers tout ce qui existe. Ekiho Miyazaki, abbé de Eihei-ji, principal temple de l'école Sōtō, résume ainsi l'importance de l'œuvre : «Les instructions pour le cuisinier sont des instructions pour la vie».

## Titre et contenu
L'ouvrage a été écrit en 1237, dix ans après le retour de Dōgen au Japon de son voyage en Chine . À cette époque, il pratiquait au monastère qu'il avait fondé quatre ans plus tôt, Kōshōhōrin-ji,. Au cours de cette période, il a écrit certaines de ses œuvres les plus connues, comme Bendōwa, Fukanzazengi et Genjōkōan . Cependant, de par la langue et son style, les Instructions considérées[Par qui ?] comme un texte plus concret et accessible que d'autres ouvrages de Dôgen. Les Instructions pour le cuisinier ont été reprises dans le Eihei Shingi (« Règles de pureté de Eihei-ji »), dont elles forment la première partie,.
L'ouvrage présente les réflexions de Dôgen sur la fonction de tenzo, un des postes les plus importants dans un temple, qui s'entremêlent à des histoires que Dôgen a ramenées de son voyage en Chine.

### Cinq parties
Renpō Niwa (1905-1993), qui fut abbé d'Eihei-ji, divise le texte en cinq parties. La première est la préface, dans laquelle Dōgen souligne l'importance du travail du tenzo, (cuisinier). Il affirme que le poste ne convient qu'aux moines expérimentés ayant une compréhension profonde de la pratique du zen. La deuxième suit les activités du tenzo pendant vingt-quatre heures, et définit aussi l'attitude que celui-ci doit adopter dans son travail. On trouve ainsi cette recommandation, qui est un des fils rouges de l'opuscule : 

« Quand vous faites la cuisine, ne regardez pas les choses ordinaires d'un regard ordinaire, avec des sentiments et des pensées ordinaires. Avec cette feuille de légume que vous tournez dans vos doigts construisez une splendide demeure de bouddha et faites que cet infime grain de poussière proclame sa Loi. (...) Ainsi, quand vous avez affaire à une matière grossière, ne la traitez pas sans égards. (...) Il est important que votre esprit ne change selon la qualité de l'objet. Si votre esprit dépend des choses, c'est comme si vous changiez d'attitude (...) selon la qualité de la personne que vous rencontrez. Un tel comportement n'est pas celui d'un homme qui pratique la voie. »

Et cette partie se termine sur ces paroles:

« Si vos activités sont authentiques et que vous agissez pour le bien d'autrui, tout ce que vous accomplirez viendra nourrir le corps de l'ultime réalité. En retour, notre grande assemblée éprouvera un bien-être apaisant et prendra plaisir à pratiquer. »

La troisième partie rend compte des célèbres entretiens de Dōgen, durant son séjour en Chine, avec deux moines tenzo. Dôgen souligne que les discussions qu'il eut avec eux exercèrent une influence profonde et durable sur sa compréhension du bouddhisme, et qu'elles ont donc finalement contribué à façonner le Zen Sōtō au Japon. Dans la quatrième partie, Dôgen insiste sur la nécessité pour le tenzo d'agir sans aucune pensée de discrimination ou de dualisme. Dôgen reprend l'idée, déjà présentée ci-dessus, qu'il faut « traiter [les produits] sans juger de leur apparence, fût-elle fruste ou raffinée. (...) Un plat avec de riches ingrédients n'est pas nécessairement supérieur et un bouillon d'humbles légumes n'est pas nécessairement inférieur. »
L'ouvrage se termine (cinquième partie) par une méditation sur les trois esprits ( Sanshin, 三 心), à savoir la joie de vivre, la bienveillance et l'esprit de grandeur. Il s'agit pour le tenzo d'« être heureux d'accomplir sa tâche », de développer « le sentiment d'un père ou d'une mère pour son enfant » et d'avoir un « esprit grand comme une montagne, vaste comme l'océan ». Après avoir commenté ces trois aspects, Dôgen termine le Tenzo Kyōkun par ces paroles: « Que vous soyez supérieur d'un monastère, en charge d'une fonction ou simple moine, n'oubliez pas de toujours agir dans la joie, avec bienveillance et grandeur d'esprit. »

## Les kōan dans l'œuvre
Dans son texte, Dōgen cite plusieurs textes, en particulier des kōans. Un de ceux-ci, attribué à Dongshan Shouchu (mort en 900), figure dans la Barrière sans porte et dans le Recueil de la Falaise bleue : un moine demande à Dongshan : « Qu'est-ce que Bouddha? » Et Dongshan de répondre : « Le Bouddha? Trois livres de sésame, ! » Dōgen cite le kôan tout en insistant sur l'importance de la fonction de tenzo, et en affirmant que Dongshan a eu cette intuition alors que, précisément, il travaillait comme tenzo,. Dōgen mentionne ce kōan pour suggérer que les activités les plus simples, comme travailler avec des ingrédients du quotidien, ne sont pas différentes de l'éveil lorsqu'on les aborde directement et avec un esprit clair.
Un autre kōan cité dans l'ouvrage implique une rencontre entre l'abbé Dongshan Liangjie et un tenzo nommé Xuefeng Yicun. Dans l'histoire, qui est tirée du Zen en Shingi (Normes pures du jardin zen, 禅 苑), Xuefeng nettoie du riz quand Dongshan demande : « Est-ce que tu ôtes le sable du riz ? Ou est-ce que tu enlèves le riz et laisses le sable ? » Xuefeng répond : « Je fais les deux en même temps ». Dongshan dit alors : « Alors que vont manger nos moines ? » Pour toute réponse, Xuefeng retourne le bol. Dongshan lui dit : « Un jour viendra où tu partiras à la recherche d'un autre maître. » Cette réponse renvoie au fait que Xuefeng a ensuite étudié avec Touzi Datong, Dongshan et Deshan Xuanjian avant de finalement recevoir la transmission du dharma. Selon Kōryō Shinno, dans un essai sur les kōans de Tenzo Kyōkun, la réponse de Xuefeng exprime la non-dualité de son activité. Cependant, Dongshan poursuit en relevant que si par sa réponse Xuefeng montre une compréhension du sens absolu de ce qu'il fait, il oublie la valeur utilitaire (nourrir les autres pratiquants) ; par conséquent, apparemment absolue, sa compréhension est en fait limitée. Xuefeng ne comprend pas cela et, frustré, il retourne le bol à laver le riz.